# Une habanera à Paris
Une Habanera à Paris est un recueil de poèmes de Zoé Valdés paru chez Gallimard en 2005.